# Great Observatories program
Great Observatories program er en serie af fire store, kraftige rumobservatorier, der blev fremstillet for det amerikanske rumagentur NASA med henblik på at undersøge Universet i et særligt område i det elektromagnetiske spektrum ved hjælp af forskellige teknologier. Ansvarlig for programmet var astrofysiker og direktør i NASA, Dr. Charles Pellerin.

## Omfattede rumobservatorier
De fire rumobservatorier er:
- Hubble-rumteleskopet (HST) foretager sine observationer primært i området for synligt lys og nær-ultraviolet. Hubble-teleskopet blev opsendt i 1990 med rumfærgen Discovery under missionen STS-31. En ændring af HST i 1997 muliggjorde også observation i området for nær-infrarød. Hubble blev i maj 2009 renoveret og fik nye batterier, gyroskoper, ny computerstyring, nye instrumenter m.v. under den 11 dage lange  STS-125 mission med rumfærgen Atlantis.[1][2]

- Compton Gamma Ray Observatory (CGRO) fokuserede primært på gammastråling men kunne også observere hård røntgenstråling. CGRO blev opsendt i 1991 med rumfærgen Atlantis på mission STS-37, men blev taget ud af kredsløb i 2000 efter en fejl i et gyroskop. Det er det eneste af de fire rumobservatorier i programmet, der ikke anvendes i dag.

- Chandra X-ray Observatory (CXO) observerer blød røntgenstråling. Det blev opsendt i 1999 med rumfærgen Columbia ved missionen STS-93. Observatoriets navn var oprindeligt Advanced X-ray Astronomical Facility (AXAF).

- Spitzer Space Telescope (SST) observerer i det infrarøde spektrum. Det blev som det eneste af de tre ikke opsendt med en rumfærge, men blev opsendt i 2003 med en Delta II raket. Før opsendelsen havde observatoriet navnet Space Infrared Telescope Facility (SIRTF).

## Programmets historie
Allerede i 1946 opstod tanken om etablering af et rumbaseret observatorium, da astronomen Lyman Spitzer offentliggjorde sin artikel Astronomical advantages of an extraterrestrial observatory.
I 1960'erne og 1970'erne blev iværksat en række forskellige programmer, der uafhængigt af hinanden skulle stå for udvikling af rumobservatorier.  Planerne om et koordineret program blev første gang foreslået i 1979 i NRC-rapporten "A Strategy for Space Astronomy and Astrophysics for the 1980's."  Rapporten var grundlaget for arbejdet med programmet "Great Observatories" der anvendte fire forskellige satellitter, der var designet til at observere forskellige dele af det elektromagnetiske spektrum, der er vanskeligt observerbart fra jordbaserede observatorier. Dette perspektiv muliggjorde observatorierne til observation af infrarød og røntgenstråling i stedet for at se disse observatorier som konkurrenter eller afløsere for Hubble og CGRO.

## Betydning
Alle fire teleskoper har haft en væsentlig betydning for astronomien. Muligheden for at foretage observationer på andre bølgelængder i høj opløsning og med høj følsomhed ved hjælp af Compton, Chandra og Spitzer har revolutioneret forståelsen af en lang række astronomiske objekter og har ført til opdagelsen af tusinder af nye interessante objekter. Hubble har haft en langt større bevågenhed og medieinteresse end de tre øvrige teleskoper på trods af, at Hubbles observationer i det synlige lys har været en mere begrænset forbedring af følsomheden og opløsningen end andre, jordbaserede teleskoper. Hubbles muligheder for at foretage ensartede observationer i høj kvalitet af har dog medført en større indsigt også på dette område. Observationerne i forbindelse med Hubble Deep Field-projektet har også haft stor betydning for studiet af fjerne galakser.
Udover mulighederne i de enkelte teleskoper har programmet Great Observatories givet mulighed for at sammenligne data fra de forskellige teleskoper, hvilket har givet væsentlige videnskabelige resultater. Forskellige objekter udsender strålig på forskellige bølgelængder, og sammenligning af de forskellige målinger af strålingen på disse forskellige bølgelænger, har givet en større forståelse af de undersøgte objekter.

## Efterfølgere til Great Observatories
Nyere rumobservatorier, der skal erstatte eller supplere de fire teleskoper eller allerede opsendt og nogle er i planlægningsfasen. 
James Webb Space Telescope (JWST) med et spejl mere end dobbelt så stort som Hubbles blev planlagt til at afløse Hubble-teleskopet. Teleskopet blev opsendt 25. december 2021, og vil foretage foretage observationer i det infrarøde område. JWST er placeret i Jordens larange-punkt L2 i en afstand på 1,5 millioner km, hvor JWST foretager observationer væk fra Solen. 
Afløseren for Compton, Fermi Gamma-ray Space Telescope, tidligere GLAST (Gamma Ray Large Area Space Telescope) blev opsendt den 11. juni 2008. GLAST medbringer alene ét hovedinstrument og har således et mindre scope og er langt mindre end Compton. Andre rumobservatorier som HETE-2, opsendt i 2000 og Swift, opsendt i 2004, komplementerer GLAST. Ramaty High-Energy Solar Spectroscopic Imager (RHESSI), opsendt i 2002, foretager observationer i samme bølgelængde som Compton og Chandra, men er konstant rettet mod Solen. 
Europas INTErnational Gamma Ray Astrophysics Laboratory (INTEGRAL) blev opsendt i 2002 og foretager observationer på samme frekvenser som Compton, men anvender en anden teknologi og komplementerer således Compton og GLAST.
Spitzer påtænkes ikke pt. at blive afløst af et konkret projekt. JWST vil dog kunne foretage mere præcise observationer i området nær-infrarød. Det luftbårne Stratospheric Observatory for Infrared Astronomy (SOFIA), der anvender en Boeing 747 foretager også observationer i nær- og midt-infrarød. SOFIA er på nogen områder med præcist end Spitzer.

## Galleri
- Hubble Space Telescope
- Compton Gamma Ray Observatory
- Chandra X-ray Observatory set fra rumfærgen Columbia efter opsendelsen
- Kunstnerisk afbildning af Spitzer

## Eksterne links
- "Preflight Videos (STS-93)". NASA. 9. april 2002. Arkiveret fra originalen 9. december 2007. Hentet 2007-11-27. A detailed description of NASA's Great Observatories, including STS-93 primary payload, the Chandra X-ray Observatory. (28K Media Player) (56K Media Player) (28K Real Video) (56K Real Video) {{cite web}}: Ekstern henvisning i |quote= (hjælp)
- STS-125: Final Shuttle Mission to Hubble Space Telescope Arkiveret 16. juli 2015 hos  Wayback Machine
- Great Observatories Interactive using WorldWide Telescope Arkiveret 12. september 2014 hos  Wayback Machine